# Datadeckarna
Datadeckarna (Whiz Kids) är en amerikansk tv-serie. Den sändes först på tv-bolaget CBS, under säsongen 1983-84. I Sverige visades serien under våren och sommaren 1986  .
Serien många likheter och inspiration från den samtida filmen War Games. Det handlar om några datorintresserade ungdomar från high school, som använder sina kunskaper för att hjälpa till att lösa brott. Några skådespelare är även kända för en svensk publik i andra sammanhang: Matthew Laborteaux från Lilla Huset på Prärien, och Andrea Elson från ALF. De spelar två ungdomar i serien. 
Huvudpersonen och ledaren i datorgruppen, Richie Adler (Laborteaux), som samlar på överbliven datorutrustning som han fått tag på efter sin far som arbetar som expert på telekommunikation. Han bygger ihop ett system som han kallar för "Ralf". Med sina vänner så försöker de att stoppa kriminella element som tar sig in i datorsystem på ett olagligt sätt för ekonomisk vinning. Till sin hjälp har de en kriminalreporter och en detektiv som båda känner varandra.
I serien förekommer många kända datormärken och utrustning från tiden, samt användning av olika hacker-teknik.